# La Soledad, Tecamachalco
La Soledad är en ort i Mexiko.   Den ligger i kommunen Tecamachalco och delstaten Puebla, i den sydöstra delen av landet, 160 km öster om huvudstaden Mexico City. La Soledad ligger 1 974 meter över havet och antalet invånare är 1 067.
Terrängen runt La Soledad är kuperad söderut, men norrut är den platt. Runt La Soledad är det ganska tätbefolkat, med 60 invånare per kvadratkilometer. Närmaste större samhälle är Tecamachalco, 8,8 km norr om La Soledad. Trakten runt La Soledad består i huvudsak av gräsmarker.